# Puerto Caleta Paula

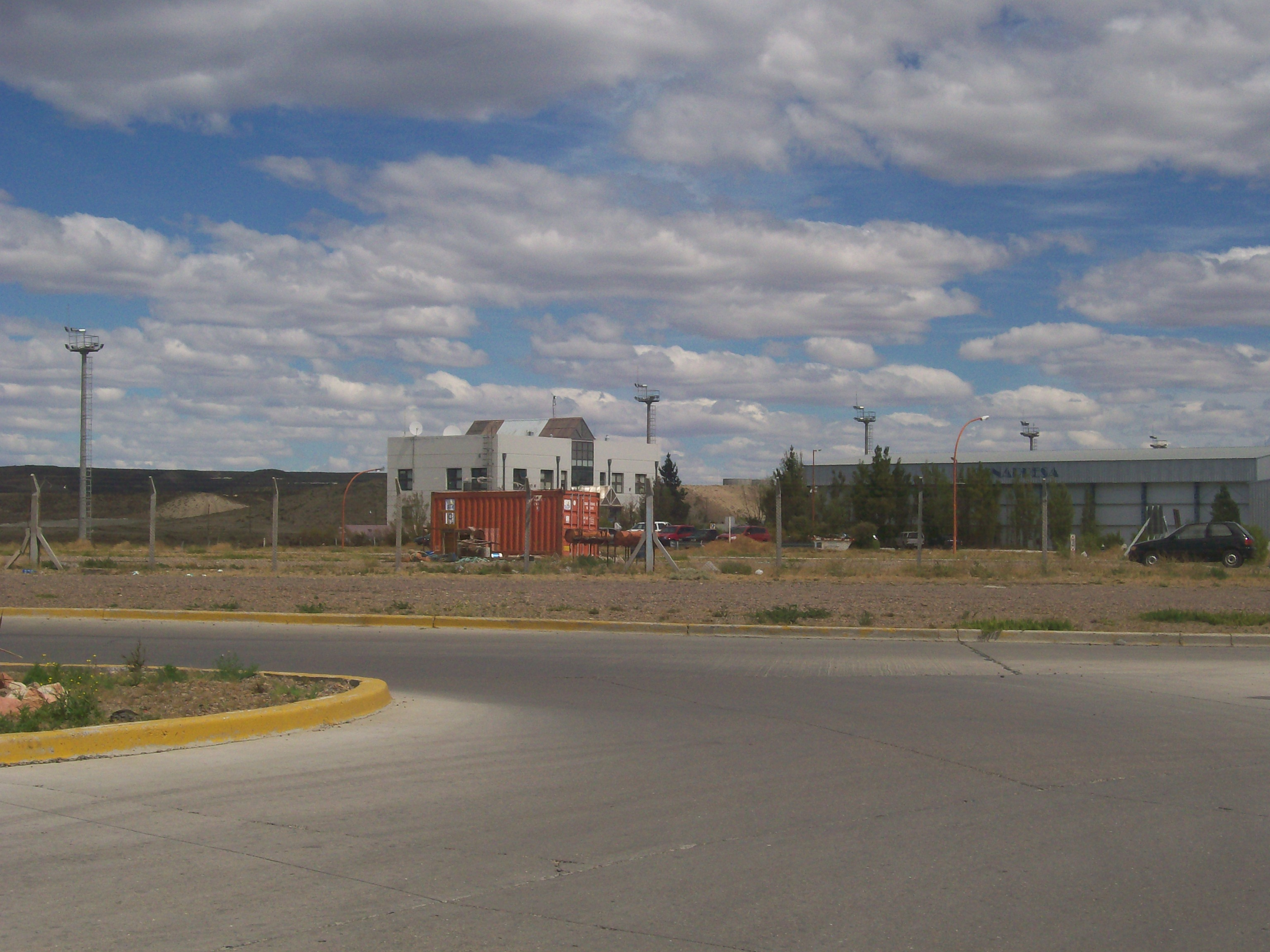
Acceso al Puerto

El Puerto Caleta Paula es un puerto argentino ubicado al sur de Caleta Olivia, Provincia de Santa Cruz. El puerto es apto para el manipuleo, carga y descarga de mercaderías y posee un muelle de 1.100 m. Comenzó sus operaciones en 1998.
Las instalaciones poseen facilidades portuarias confiables y seguras en el golfo San Jorge, permitiendo que los buques pesqueros puedan exportar desde el propio puerto sin dependencia de otras terminales portuarias.

## Historia
El proyecto para la primera etapa del puerto, comenzó en 1992. El anteproyecto se ejecutó sobre la base de una idea del ingeniero alemán-argentino Wolfgang Langbehn que propuso construir la dársena detrás de la línea de ribera. La idea de generar una dársena en tierra firme mediante excavaciones, fue usada en otros puertos como en el de Ciudad del Cabo. Se licitó la obra, que fue ganada por el consorcio formado por Roggio y Pentamar, en septiembre de 1993. La dársena fue ampliada para llevarla a 450 m x 300 m para permitir el ingreso de buques de mayor eslora y extender el destino del puerto de su original pesquero al de puerto multipropósito, además, el calado se mantuvo en 8 m. Fue inaugurado en septiembre de 1998 por Néstor Kirchner cuando era gobernador.
El puerto que fue ampliado nuevamente en 2006 llevándolo a 600 m x 300 m, incluyendo un sistema que permite a los buques limpiar su sentina sin contaminar y un astillero con dique seco, que proporciona capacidad operativa para construir y reparar buques de hasta 140 metros de eslora. Las obras tuvieron un coste de $ 52.000.000, financiado por el gobierno de la Provincia de Santa Cruz. Esta ampliación fue inaugurada por Cristina Fernández de Kirchner y el gobernador Daniel Peralta.
La mayor parte de la obra se ejecutó en tierra,  211 hectáreas fueron agregadas al puerto  mediante compra de tierras, el puerto paso de 140 metros de eslora, a 160 metros dada la prolongación del muelle principal en 150 metros llegándose con esto a 600 metros de longitud de frente de atraque en la dirección este-oeste, de dos cofferdams u obras de entrada, y en la excavación del recinto portuario, que tiene en su cota inferior 250 metros en la dirección norte-sur y 455 metros en la dirección este-oeste. Como parte de la obra de ampliación, de 2011 se construyó un muelle de alistamiento en lado sur junto al Varadero y Astillero; este frente adicional de 140 metros permitirá contar con un frente total de atraque de 825 metros.
La obra de ampliación demandó casi cuatro años de trabajo, gracias a ella contará con un elevador de buques (sincrolift), para reparar barcos de hasta 140 metros de eslora, en tanto que en otra área se construirán navíos.El ministro de la Producción de Santa Cruz, Jaime Álvarez, detalló que la obra se amplió 150 metros hasta alcanzar los 680 metros totales del muelle.

## Características
El espigón (cofferdam) Norte también se utiliza como frente de amarre, apto para la operación de lanchas pesqueras costeras y de embarcaciones menores de servicios portuarios.
La profundidad que se ha adoptado para este puerto permite la operación de buques de hasta 30 pies de calado (aprox. 9,60 metros) en cualquier época.

## Infraestructura Básica[4][3]

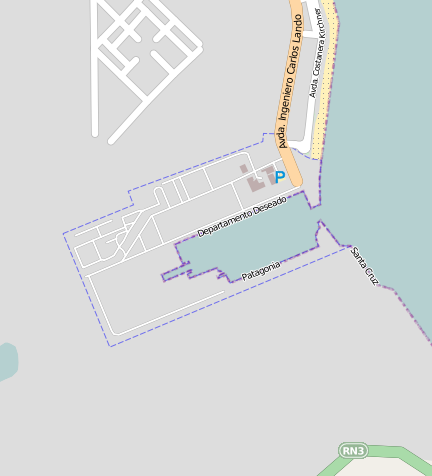
Plano del Puerto. Fuente: OpenStreetMap

- Servicios: el puerto posee agua potable (cisterna de hormigón armado con 500.000 l de capacidad y tomas en los muelles), energía eléctrica (puede suministrar una potencia de 40 kVA), iluminación, combustible (provisionado a través de nueve tomas, ocho en el muelle y una en el espigón norte), sistema de recolección de aguas de Sentinas, sistema contra incendio, sistema de alarma y emergencia, servicio de telefonía, edificio de administración (de 1.300 m², destinado a la administración y explotación del puerto), entre otros.
- Sistemas de amarre: 4 bitas de 120 tn. cada una, 12 bitas de 60 tn. cada una y 26 de 10 tn. cada una
- Defensas: 32 defensas tipo escudo, de 0,75 m de ancho y 6 m de longitud.
- Reparaciones navales: posee un astillero, desde las obras inauguradas en 2011, con una superficie aproximada de 7,5 ha.
- Almacenamiento de cargas: posee un área destinada al almacenamiento, consolidado y desconsolidado de contenedores y manipuleo de cargas generales, con una superficie de 2,3 ha, superficie cubierta de 2000 m² y 2 grúas de 6 y 8 tn. cada una.

### Ayudas a la Navegación
Para la seguridad de la navegación en las maniobras de ingreso y salida al puerto, se instaló un sistema de balizamiento que permite identificar el ingreso al canal de acceso. Entre lo instalado, se incluye un boya que posee una baliza con lente color rojo, dos balizas (verde en el espigón norte y roja, en el sur), todos con dos destellos cada doce segundos. Además, cuenta con un sistema de radiocomunicación que permite la comunicación entre la Administración Portuaria y las embarcaciones en forma previa al ingreso al puerto y durante la navegación hacia y desde el mismo.